# Лин Цзихуа
Лин Цзихуа (кит. упр. 令计划, пиньинь Lìng Jìhuà, р. 22.10.1956) — китайский политик.
Член КПК с июня 1976 года, член ЦК КПК 17—18 созывов (кандидат 16 созыва), секретарь ЦК КПК 17 созыва.
В конце 1990-х годов возглавлял аппарат Ху Цзиньтао, бывшего тогда членом Посткома Политбюро ЦК КПК и секретариата ЦК КПК.
С 1999 года заместитель, а с сентября 2007 года по сентябрь 2012 года начальник Канцелярии ЦК КПК.
В марте 2012 года его сын Лин Гу погиб в ДТП, скандальные подробности которого вызвали значительный общественный резонанс — он находился за рулем спортивной Ferrari и, как сообщала «The New York Times», вместе с ним в автомобиле находились две девушки, «одна обнаженная, другая полуобнаженная», обе они получили серьезные ранения. Как отмечалось ТАСС: "По некоторым данным, Лин Цзихуа на опознании в морге заявил, что не узнает в погибшем своего единственного сына. Затем он через связи в силовых структурах пытался скрыть факт гибели отпрыска, а также добился удаления любых упоминаний об обстоятельствах его смерти в китайском сегменте интернета".
С сентября 2012 года заведующий Отделом единого фронта ЦК КПК.
С марта 2013 года 2-й (по перечислению) зампред ВК НПКСК.
Отмечали его близость к генсеку ЦК КПК Ху Цзиньтао, по некоторому мнению — особую. Ему даже прочили пост вице-председателя КНР.
В сентябре 2012 года, незадолго до замены Ху Цзиньтао на Си Цзиньпина, Лин Цзихуа был снят с поста начальника Канцелярии КПК и понижен в должности. В конце 2014 года в отношении него были начаты следственные действия, вскоре он был отстранён со всех постов и в июле 2015 года арестован по обвинению во взяточничестве и нарушении партийно-государственной дисциплины. Был причислен к группировке, получившей название «Новая банда четырёх».
В июле 2016 года приговорён к пожизненному заключению за взяточничество, незаконное приобретение государственных тайн и злоупотребление полномочием.